# NGC 7297
NGC 7297 је спирална галаксија у сазвежђу Ждрал која се налази на NGC листи објеката дубоког неба.
Деклинација објекта је - 37° 49' 37" а ректасцензија 22h 31m 10,2s. Привидна величина (магнитуда) објекта NGC 7297 износи 13,7 а фотографска магнитуда 14,5. NGC 7297 је још познат и под ознакама ESO 345-18, MCG -6-49-7, IRAS 22282-3804, PGC 69046.